# Grain de Sail
Grain de Sail est une entreprise alimentaire française implantée à Morlaix. L’idée est initiée et créée en 2012 par François Liron, avec l’appui financier d’Olivier Barreau, entrepreneur dans l'éolien offshore, rejoint ensuite par son frère Jacques. Elle est spécialisée dans la production de chocolat et la torréfaction de café. Elle présente la particularité d'importer ses matières premières en ayant recours au fret à voile pour limiter son empreinte carbone. 

## Flotte
Après avoir fait construire un premier voilier-cargo de 24 m en 2020 pour effectuer ses premières traversées transatlantiques, le Grain de Sail, elle fait construire un second voilier-cargo de 52 m, le Grain de Sail II, qu'elle opère à partir de 2024,.
Un autre navire, le Grain de Sail III conçue par le cabinet d’architecture L2Onaval, à Lorient, est actuellement en construction, annoncé pour 2027. Une fois construit, il sera le plus gros voilier porte-conteneur au monde,.
| Nom du navire     | Port en lourd | Longueur | Mise en service |
| ----------------- | ------------- | -------- | --------------- |
| Grain de Sail I   | 50 t          | 24 m     | 2020            |
| Grain de Sail II  | 350 t         | 52 m     | 2024            |
| Grain de Sail III | 2 800 t       | 110 m    | 2027            |